# Quindarious Brown
Quindarious Deavundre „Tookie” Brown (ur. 22 listopada 1995 w Auguście) – amerykański koszykarz, występujący na pozycji rozgrywającego, obecnie zawodnik Kinga Szczecin.
19 grudnia 2020 dołączył do Kinga Szczecin.

## Osiągnięcia
Stan na 22 grudnia 2020, na podstawie, o ile nie zaznaczono inaczej.
NCAA
- Uczestnik turnieju Portsmouth Invitational Tournament (2019)
- Koszykarz roku konferencji Sun Belt (2019)
- Najlepszy pierwszoroczny zawodnik Sun Belt (2016)
- MVP turnieju Islands of the Bahamas Showcase  (2019)
- Zaliczony do:
  - I składu:
    - Sun Belt (2016–2019)
    - turnieju Bahamas Showcase (2019)

  - składu:
    - honorable mention All-America (2019 przez Associated Press)
    - Lou Henson All-America (2018)
- Zawodnik kolejki Sun Belt (3.01.2017, 12.12.2017, 5.03.2018, 20.11.2018, 25.02.2019)
- Lider Sun Belt w liczbie:
  - celnych rzutów wolnych (148 – 2017, 177 – 2018)
  - oddanych rzutów wolnych (235 – 2018)